# Newpower Soul (New Power Generation-album)
Newpower Soul is een muziekalbum van de Amerikaanse band The New Power Generation en werd uitgebracht in 1998. De facto is het echter een album van van Prince (toen gekend als O(+>), omdat het veel medewerking van hem kreeg en omdat hij alleen op de hoes staat.
Voorafgaand aan de release van het album, was Prince vervreemd van een aanzienlijk deel van zijn fans, te wijten aan het "Crystal Ball (album)" fiasco.
Veel van de recensies op het album waren op zijn best middelmatig. Desalniettemin is het album bekend om een aantal nummers zoals The One, Come On en het bonusnummer Wasted Kisses.
De gelijknamige Newpower Soul Tour werd echter een groter succes.

## Nummers
| Nr. | Titel                            | Duur |
| --- | -------------------------------- | ---- |
| 1.  | Newpower Soul                    | 5:01 |
| 2.  | Mad Sex                          | 5:13 |
| 3.  | Until U're In My Arms Again      | 4:48 |
| 4.  | When U Love Somebody             | 5:57 |
| 5.  | Shoo-Bed-Ooh                     | 3:24 |
| 6.  | Push It Up                       | 5:29 |
| 7.  | Freaks On This Side              | 5:43 |
| 8.  | Come On                          | 6:00 |
| 9.  | The One                          | 7:05 |
| 10. | (I Like) Funky Music             | 4:32 |
| 49. | Wasted Kisses (verborgen nummer) | 3:00 |

tracks 11 tem 48 bevatten enkel stilte.

## Singles
Uit het album zijn twee singles getrokken, namelijk The One en Come On.
De maxi-single van Come On bevatte verscheidene remixes van het nummer. De single die werd verkocht via TAFKAP's 1-800 NEW-FUNK winkel bevatte ook een remix van het nummer The One.